# Friedrich Kraft (Pfarrer)
Friedrich Kraft (* 1904; † 1970) war ein deutscher Pfarrer und Mitglied der Bekennenden Kirche.
Friedrich Kraft war Pfarrer der Badischen Landeskirche und Leiter des Evangelischen Kinderheims Schloss Beuggen während der Zeit des Nationalsozialismus. Zugleich war er erster Pfarrer der Johannesgemeinde Rheinfelden (Baden).
Am 17. November 1937 wurde er in sein Amt eingeführt. Er leitete mit seiner Frau Anne das ehemalige Schloss des Deutschen Ritterordens als Heim für normale Kinder und Ersatz für Familienerziehung. In der Zeit des Dritten Reiches bot sich hier ein Ort der Begegnung für die Evangelische Jugend sowie die Frauen- und Männerarbeit. Von 1946 bis 1953 fand hier auch die Fortbildung für evangelische Religionslehrer statt.
Nach dem Tod von Friedrich Kraft wurde das Kinderheim kurzzeitig von seiner Frau und seinen Töchtern weitergeführt, von 1971 bis 1977 von seinem Schwiegersohn Otto Kollmar und seiner Frau, ab 1977 von Pfarrer Dieter Katz. 1981 wurde das Kinderheim Beuggen geschlossen.
In Karsau-Beuggen, einem Ortsteil von Rheinfelden, ist eine Straße nach ihm benannt. Auf Schloss Beuggen trägt ein Gebäude seinen Namen. 